# Félix Lecomte

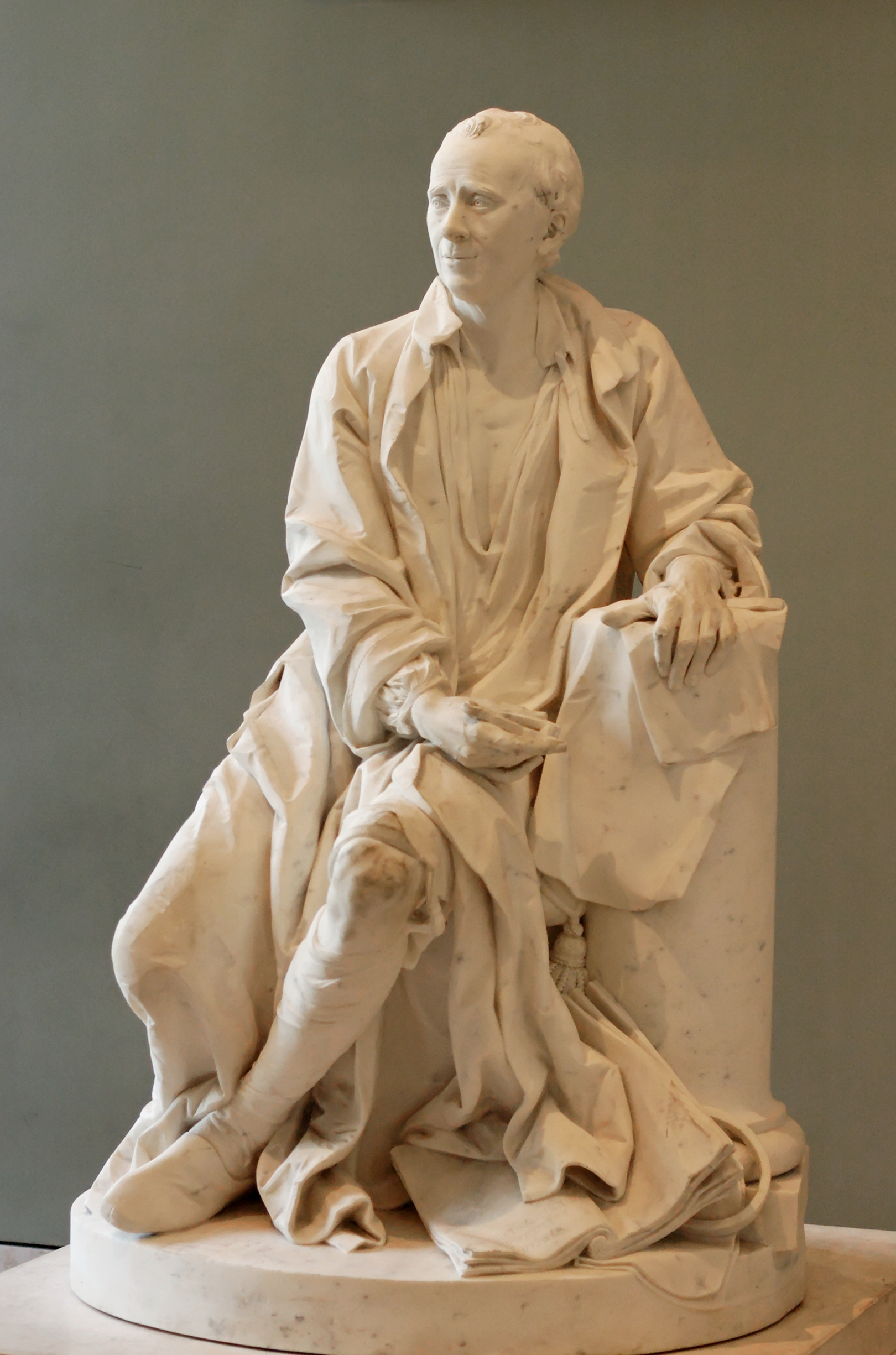
Estatua de Alembert, realizada por Lecomte en 1789, actualmente en el museo del Louvre

Félix Lecomte (1737, París - 1817, París) es un escultor francés de la segunda mitad del siglo XVIII.

## Biografía
Alumno de Falconet y  de Louis Vassé, Félix Lecomte obtiene su primer premio de escultura en el Premio de Roma en 1758 y entra entonces en la École royale des élèves protégés. Pensionado, parte a la Villa Médicis en Roma de 1761 a 1768 y desde su regreso a París, fue admitido por la Academia real de pintura y de escultura gracias a su trabajo en mármol llamado Edipo y Phorbas. Se convierte en académico en 1771.

## Obras
- Charles Rollin (1661-1741), escritor e historiador , estatua, mármol  (1789), París, museo  del Louvre
- Charles Rollin (1661-1741), escritor e historiador , estatuilla, biscuit de porcelana de pasta dura, París, museo del Louvre
- Jean Le Rond d'Alembert (1717-1783), matemático y enciclopedista , estatua más grande que el natural, mármol , París, museo  del Louvre
- Retrato de Jean Le Rond d'Alembert (1717-1783), matemático y enciclopedista (1774), busto mármol , París, museo  del Louvre
- Edipo y Forbas , grupo, mármol  (1771), París, museo  del Louvre
- François de Salignac de La Mothe-Fénelon llamado Fénelon, arzobispo de Cambrai (1651-1715) , estatuilla, biscuit de porcelana dura, París, museo  del Louvre
- François de Salignac de La Mothe-Fénelon llamado Fénelon, arzobispo de Cambrai (1651-1715) (1777),  estatua, mármol , París, Institut de France
- Retrato de Charles de Secondat, baron de Montesquieu (1689-1755) (1779), busto, mármol , Versalles, castillo  de Versailles y de Trianon
- Retrato de María Antonieta de Austria, reina de Francia (1755-1793) (1783), busto, mármol , Versailles, castillo  de Versailles y de Trianon
- Joven niña con dos palomas, estatuilla, terracota, Bayonne, museo Bonnat
- Modelo de péndulo con las alegorías de la Fe y de la Caridad, grupo, terracota, Nueva-York, Metropolitan Museum of Art

### Obras atribuidas
- Retrato del filósofo Paul Henry Dietrich, Baron de Holbach , busto en escayola, 57 cm de altura
- Los músicos, grupo de mármol, 181 cm de altura

## Recursos
- Catálogo de la exposición, Skulptur aus dem Louvre. Sculptures françaises néo-classiques. 1760 - 1830, París, Museo  del Louvre, 23 de mayo al 3 de septiembre de 1990.
- Emmanuel Schwartz, Les Sculptures de l'École des Beaux-Arts de París. Histoire, doctrines, catalogue, École nationale supérieure des Beaux-Arts, París, 2003.
- Schwartz, Emmanuel (2003) Les Sculptures de l'École des Beaux-Arts de Paris: Histoire, doctrines, catalogue École nationale supérieure des Beaux-Arts, París, ISBN 2-84056-135-2
- Langmuir, Erika y Lynton, Norbert (2000) "Lecomte, Felix (1737-1817)" The Yale Dictionary of Art and Artists Yale University Press, New Haven, CT, ISBN 0-300-06458-6